# Stanisław Krzysztanowicz
Stanisław Krzysztanowicz (ur. w 1577 we wsi Zubrza, zm. 1617 w Krakowie) – polski prawnik okresu I Rzeczypospolitej.

## Życiorys
Urodził się w podlwowskiej wsi Zubrza w 1577. Skończył szkoły we Lwowie. Wyższe wykształcenie uzyskał w Akademii Krakowskiej. Zdolności jego zostały zauważone i król Zygmunt III powołał go na swój dwór dla jego biegłości w języku greckim i łacińskim. Posiadał duże zdolności oratorskie. Przez pewien czas był prorektorem szkół lwowskich.
Jako przewodnik wyjechał z Janem Bełżeckim w 1597 w podróż do obcych krajów: Anglii, Francji i Włoch. W Niderlandach zapoznał się z twórczością Lipsjusza, którego obrał swoim mistrzem. Rozprawy prawne Krzysztanowicza zyskały rozgłos na uczelniach niemieckich oraz w Paryżu.
Po powrocie do kraju ożenił się w Krakowie i tam zamieszkał. Zmarł niespodziewanie w 1617.

## Publikacje
- Polonia seu brevis descriptio statuum Regni Poloniae cum partitione provinciarum et ordinum ex variis auctoribus collecta, cui accessere adjuncta Testamentorum duorum magnorum in Polonia virorum. Unum Archiepis. Leopol. (Solikowskiego) Alterum Magni Cancellarii Reg. Pol. Zamojskiego; Moguncyja 1606,
- Liber contra decretum Parlamenti anglici, latum adversus catholicos; b. m. druku 1606,
- Dispulatio Canonica de sponsalibus et matrimoniis; Wurzburg 1600.